# 망갈리얀

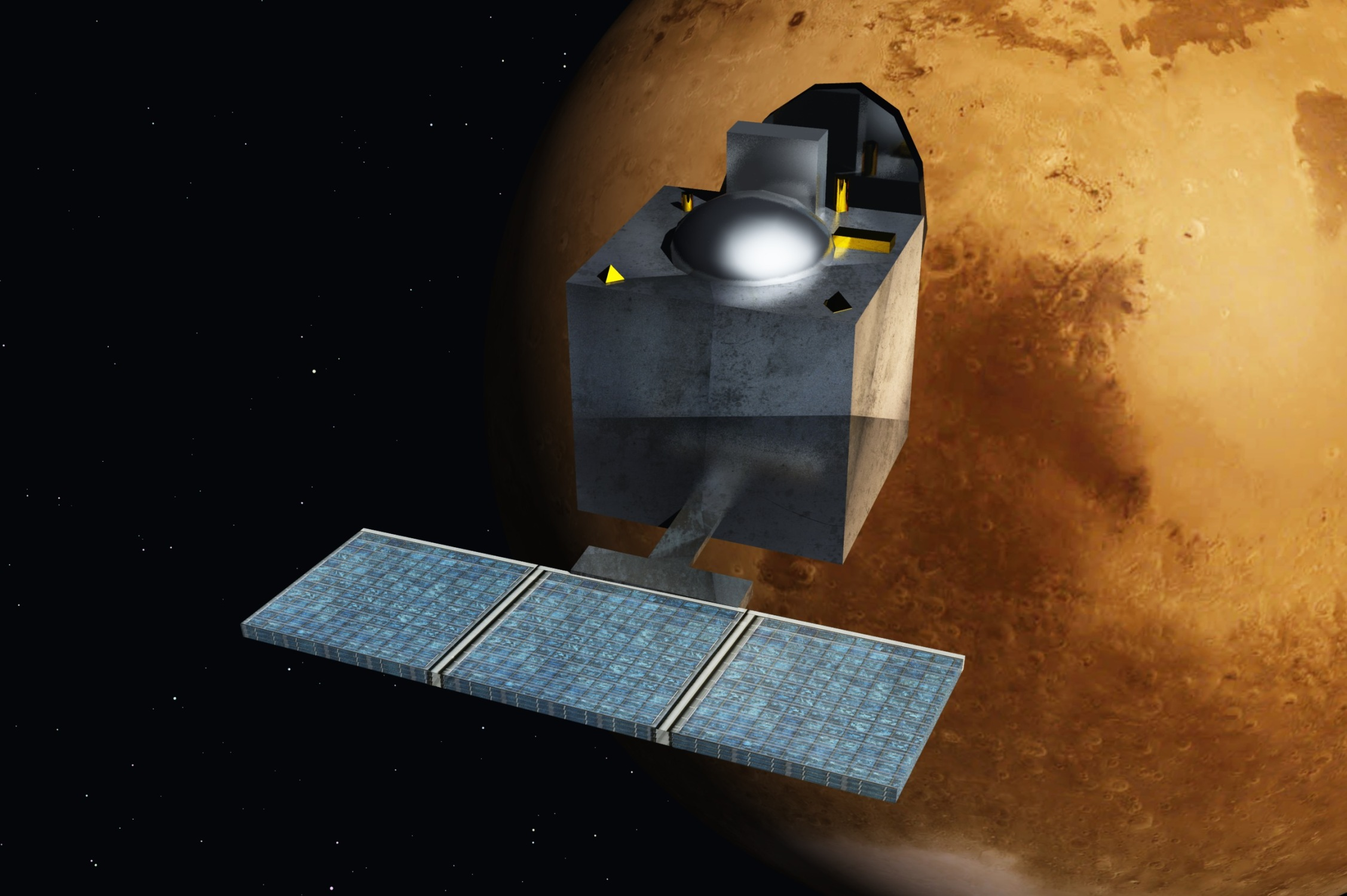
망갈리얀

망갈리얀(Mangalyaan)은 2013년 11월 5일 발사된 인도의 화성 궤도선이다.